# Club Atlético Atenas
Il Club Atlético Atenas, noto semplicemente come Atenas, è una società calcistica di San Carlos (dipartimento di Maldonado) in Uruguay.

## Storia
Fondato il 1º maggio 1928, è uno dei club dell'Interior (com'è chiamata la zona dell'Uruguay al di fuori del dipartimento di Montevideo) che militano nei campionati organizzati dall'AUF, anziché dall'OFI. Dopo aver a lungo disputato nelle Ligas regionales con risultati eccellenti (tra le altre si è aggiudicata per 4 volte la Copa El País e per ben 22 volte la Liga Carolina de Fútbol, oggi confluita nella Liga Mayor de Fútbol de Maldonado), nel 2001 l'Atenas si è affiliato all'AUF, militando dall'anno seguente in Segunda División.
Al termine della stagione 2008-2009, gli Azulgrana giunsero quinti nella classifica aggregata fra i campionati di Apertura e di Clausura, qualificandosi così ai play-off per decidere la terza squadra che, insieme a Fénix e Cerrito, avrebbe disputato il campionato di Primera División 2010. Dopo aver eliminato il Rentistas nei quarti e il Progreso in semifinale, l'Atenas si qualificò per la finale contro il Durazno. La partita di andata, disputata in casa di quest'ultimo il 20 giugno, fu vinta dall'Atenas per 2-1. Il ritorno, il 27 giugno a San Carlos, vide un nuovo successo, stavolta per 2-0, dell'Atenas, che si qualificò così per la prima volta nella sua storia al campionato di Primera División.
Nella stagione 2009-2010, tuttavia, l'Atenas è subito retrocesso in Segunda División, giungendo all'ultimo posto nella speciale classifica.

## Organico

### Calciatori in rosa
| N. |                    | Ruolo | Calciatore           |
| -- | ------------------ | ----- | -------------------- |
| 1  | Uruguay (bandiera) | P     | Esteban Conde        |
| 3  | Uruguay (bandiera) | D     | Martín Torres        |
| 4  | Uruguay (bandiera) | D     | Gonzalo Castillo     |
| 5  | Uruguay (bandiera) | C     | Carlos Keosseián     |
| 6  | Uruguay (bandiera) | C     | Gonzalo Rosa         |
| 8  | Uruguay (bandiera) | C     | Emiliano Techera     |
| 9  | Uruguay (bandiera) | A     | Federico Castellanos |
| 12 | Uruguay (bandiera) | P     | Carlos Méndez        |
| 13 | Uruguay (bandiera) | D     | Gustavo Pintos       |

| N. |                     | Ruolo | Calciatore         |
| -- | ------------------- | ----- | ------------------ |
| 15 | Uruguay (bandiera)  | C     | Guillermo Trinidad |
| 16 | Uruguay (bandiera)  | C     | Sebastián Cal      |
| 17 | Uruguay (bandiera)  | D     | Jonathan Ruíz Díaz |
| 20 | Uruguay (bandiera)  | A     | Rafael Acosta      |
| 22 | Uruguay (bandiera)  | C     | Hernán Petryk      |
| 30 | Uruguay (bandiera)  | D     | Rodrigo García     |
|    | Colombia (bandiera) | D     | Óscar Arce         |
|    | Uruguay (bandiera)  | A     | Santiago Charamoni |
|    | Uruguay (bandiera)  | A     | Gonzalo Latorre    |

## Palmarès

### Titoli locali
- Liga Carolina de Fútbol (San Carlos): 23
  - 1954, 1961, 1962, 1963, 1964, 1965, 1966, 1969, 1970, 1971, 1973, 1974, 1978, 1979, 1985, 1986, 1987, 1988, 1989, 1990, 1991, 1992, 1993

### Titoli dipartimentali
- Campeonato Departamental de Maldonado: 12
  - 1957, 1964, 1970, 1971, 1973, 1974, 1984, 1985, 1988, 1990, 1991, 1993
- Liga Mayor de Maldonado: 3
  - 1995, 1996, 2000

### Titoli regionali
- Campeonato del Este: 4
  - 1965, 1975, 1985, 1986

### Titoli nazionali
- Copa El País: 4
  - 1965, 1975, 1976 e 2001.
- Supercopa de Clubes Campeones del Interior: 3
  - 1971, 1972, 1974